# Rosa (álbum)
Rosa é um álbum de estúdio do cantor e compositor Samuel Rosa, lançado em 27 de junho de 2024.

## Antecedentes
Em dezembro de 2019, o Skank anunciou que encerraria suas atividades, sem previsão de volta. Na época, os músicos afirmaram a necessidade de criar outros projetos paralelos, um desgaste artístico depois de décadas de carreira e a necessidade de não se tornarem covers de si mesmos. A pandemia de COVID-19 atrapalhou os planos do grupo, que só retornaram à estrada de forma recorrente para a turnê final em novembro de 2021, e seguiram até o primeiro semestre de 2023.
Dias antes do show final do Skank, Samuel foi questionado pelo jornalista Ricardo Alexandre durante entrevista em como seria sua trajetória solo. Na época, o cantor não demonstrou total certeza sobre tudo o que faria, mas afirmou que tentaria apresentar um repertório diferente de sua banda. Ao mesmo tempo, contou que assistiu um show de Gaz Coombes, vocalista do Supergrass, com seu filho e o músico teria ignorado todas as canções de sua banda, o que Rosa discorda. Samuel, neste caso, disse que provavelmente optaria por um meio termo.

## Gravação
O álbum Rosa foi produzido juntamente com a banda que o acompanha na estrada. O repertório foi escrito em janeiro e fevereiro de 2024 no estúdio Querubins, em Belo Horizonte. Mais tarde, o artista fez as gravações definitivas da obra no estúdio Sonastério, em Nova Lima.

## Lançamento e recepção
Rosa foi anunciado em junho de 2024, junto com o single "Segue o Jogo", de autoria do próprio cantor. Samuel também anunciou a Samuel Rosa Tour 2024, que viria a representar o álbum, e que passaria por cidades de várias cidades do Brasil, como São Paulo, Belo Horizonte e Goiânia. No dia seguinte ao lançamento de "Segue o Jogo", o artista tocou a música pela primeira vez no Festival João Rock.

## Faixas
1. "Me Dê Você"
2. "Ciranda Seca (Dinorah)"
3. "Não Tenha Dó"
4. "Aquela Hora"
5. "Tudo Agora"
6. "Flores da Rua"
7. "Rio Dentro do Mar"
8. "Segue o Jogo"
9. "Bela Amiga"
10. "Palma da Mão"

## Ficha técnica
A seguir estão listados os músicos e técnicos envolvidos na produção de Rosa:
- Samuel Rosa - vocal, guitarra, violão
- Doca Rolim - guitarra, vocal de apoio
- Alexandre Mourão - baixo, vocal de apoio
- Pedro Pelotas - teclado e vocal de apoio
- Marcelo Dai - bateria, percussão e vocal de apoio